# 玉带海雕

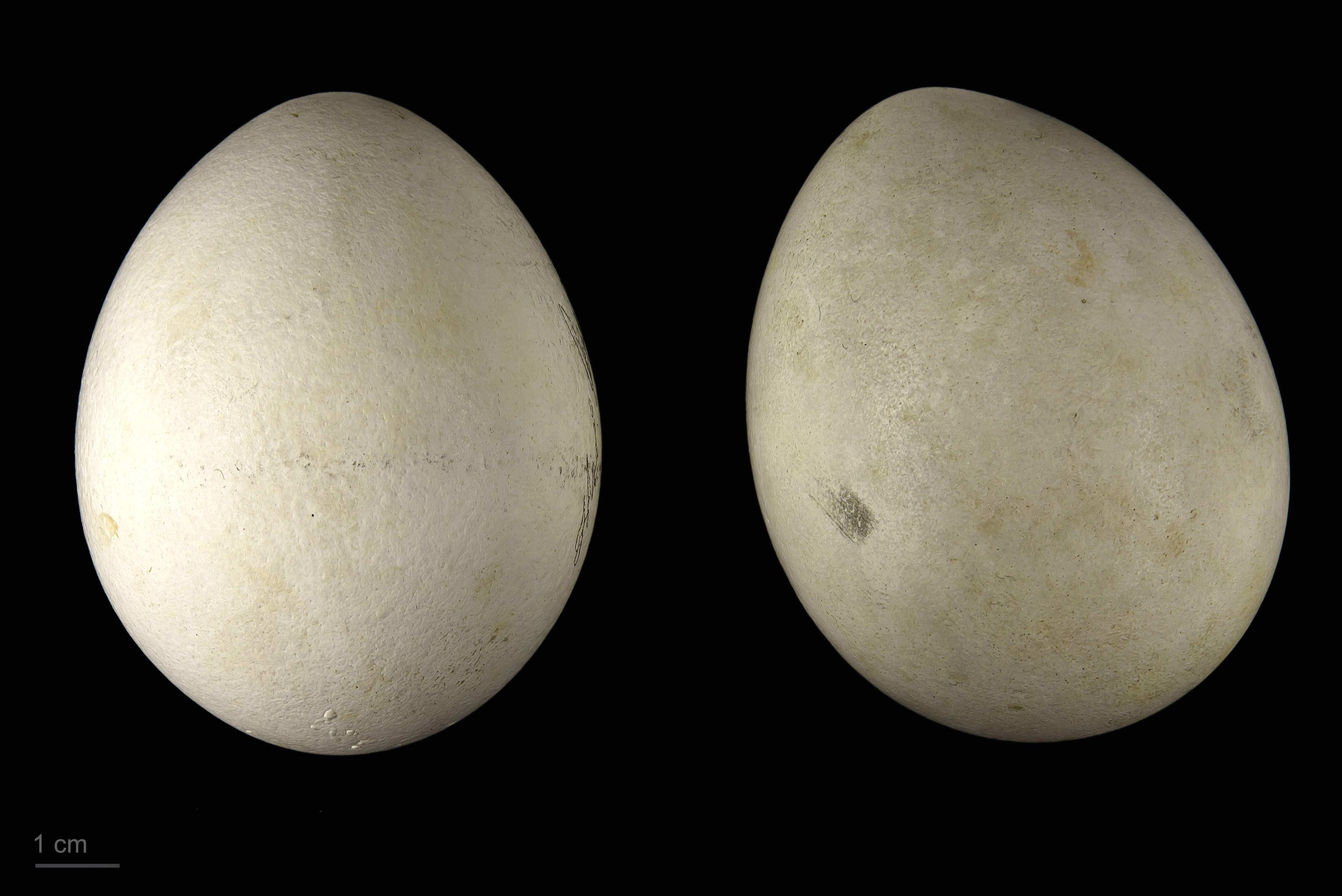
卵 Haliaeetus leucoryphus

玉带海雕（又稱黑鷹和腰玉，是大型而全身呈棕色的海雕屬成員之一。牠們在由裏海和黃海中間的地區、從哈薩克到蒙古國、從喜馬拉雅山脈到印度北部等的亞洲中部地區進行繁殖。在中国大陆，分布于新疆、青海、内蒙古、黑龙江、西藏、四川、河北、山西、江苏等地，多见于沼泽、草原以及沙漠或高原。该物种的模式产地在俄罗斯乌拉尔河。在語源學上，「Haliaeetus」是新拉丁語，意為「海雕」。「leucoryphus」意為「白色的頭」，來自古希臘語中的「leukos」（白色的）加「corypha」（頭部）。

## 保护
- 中国国家重点保护动物等级：一级

## 外部連結
- 维基共享资源上的相關多媒體資源：玉带海雕
- 維基物種上的相關：玉带海雕
- ARKive：圖像及影片
- BirdLife （页面存档备份，存于）
- 玉带海雕分佈 （页面存档备份，存于）